# Line U. Hansen
 Der er for få eller ingen kildehenvisninger i denne artikel, hvilket er et problem. Du kan hjælpe ved at angive troværdige kilder til de påstande, som fremføres i artiklen.

Line Unschuld Hansen (født 7. maj 1983) er en dansk squashspiller, der spiller for Birkerød Squashklub. Hendes højeste placering på verdensrangslisten er 18. Line er den mest vindende danske squashspiller i historien, og var en fast del af det danske squashlandshold for kvinder. Hun er gift med den australske stjernespiller i squash, Cameron Pilley.

## Titler
- Dansk U/19-mester (1999)
- Dansk mester (2006-2017 og 2019)[2]
- NSC Super Satelite, Malaysia (2007)
- NSC Super Satelite, Malaysia (2008)
- Southport Open (2010)
- New South Wales Open, WSA World Tour (2012)
- Black Knight Open, WSA World Tour (2012)
- NSC Series No1, WSA World Tour (2013)
- Orange County Open,WSA World Tour (2013)

## Øvrige medaljer
- Sølvmedalje ved det individuelle EM for kvinder (2014 og 2015)